# Tichosina rotundovata
Tichosina rotundovata är en armfotingsart som beskrevs av Cooper 1977. Tichosina rotundovata ingår i släktet Tichosina och familjen Terebratulidae. Inga underarter finns listade i Catalogue of Life.